# Lanka

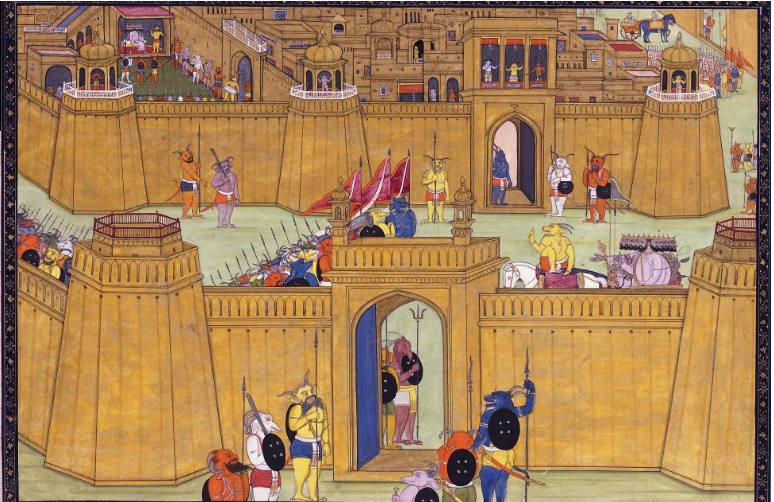

Lanka /ˈləŋkɑː/ este numele dat de către mitologia hindusă unei insule fortărețe, capitala legendarului rege demon Ravana din Ramayana și Mahābhārata.